# Obsjtina Trjavna
Obsjtina Trjavna (bulgariska: Община Трявна) är en kommun i Bulgarien.   Den ligger i regionen Gabrovo, i den centrala delen av landet, 180 km öster om huvudstaden Sofia.
Följande samhällen finns i Obsjtina Trjavna:
- Trjavna

I omgivningarna runt Obsjtina Trjavna växer i huvudsak lövfällande lövskog. Runt Obsjtina Trjavna är det ganska glesbefolkat, med 39 invånare per kvadratkilometer.